# モントルー・ジャズ・フェスティバル
モントルー・ジャズ・フェスティバル（Montreux Jazz Festival）は1967年から毎年7月にスイスのモントルーで開催されているジャズ・フェスティバル。現在はジャズに加え、ブルース、ロック、レゲエ、ソウルなど幅広いジャンルの音楽をカバーしている。

## 概要
モントルー・ジャズ・フェスティバルは、スイス、レマン湖畔の町モントルーで毎年7月、約2週間に渡り開催される音楽イベント。1967年に、クロード・ノブスが創設し、世界最大級の音楽イベントに成長した。
現在はジャズに加え、ブルース、ロック、レゲエ、ソウルなど幅広いジャンルの音楽もカバーしている。メインのコンサート会場となるのは「オーディトリアム・ストラヴィンスキー」「マイルス・デイビス・ホール」。

## ギャラリー

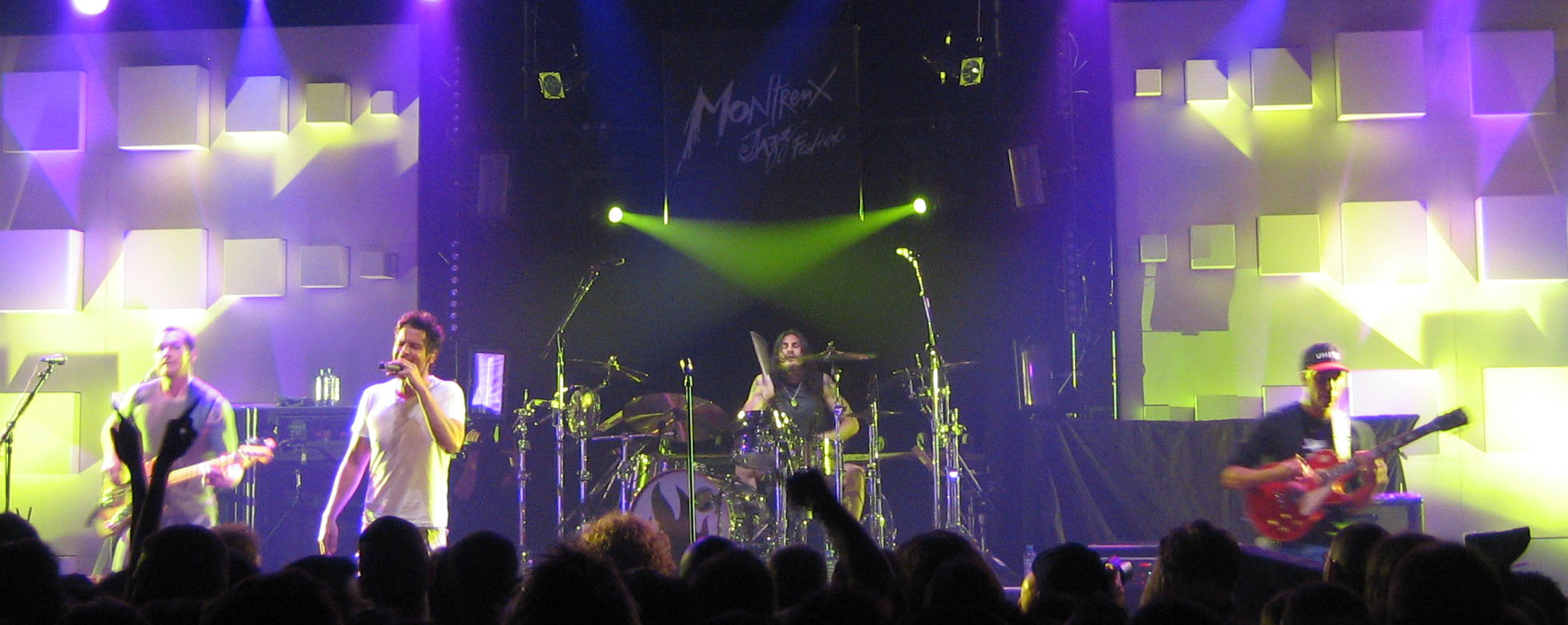
2005
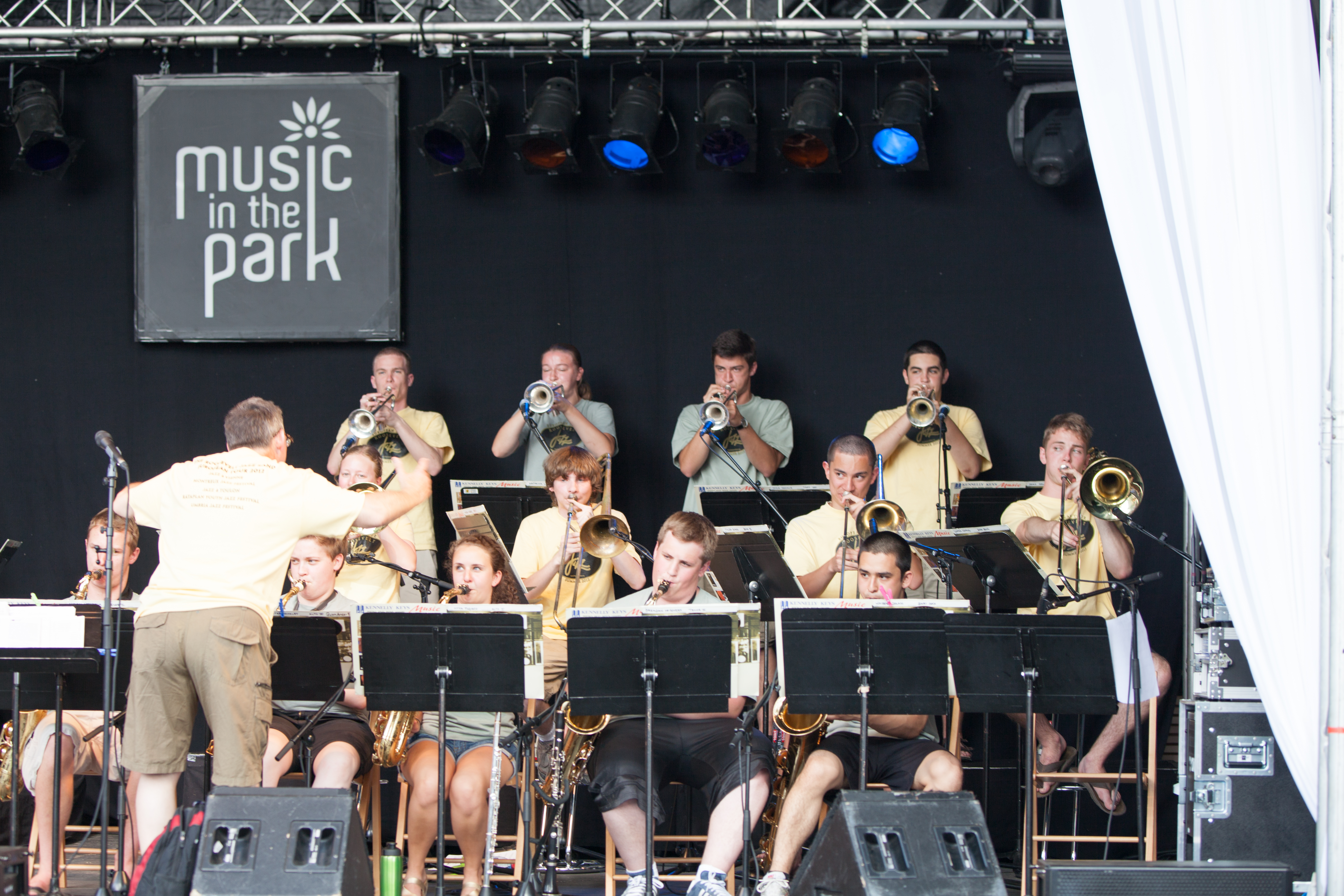
2012
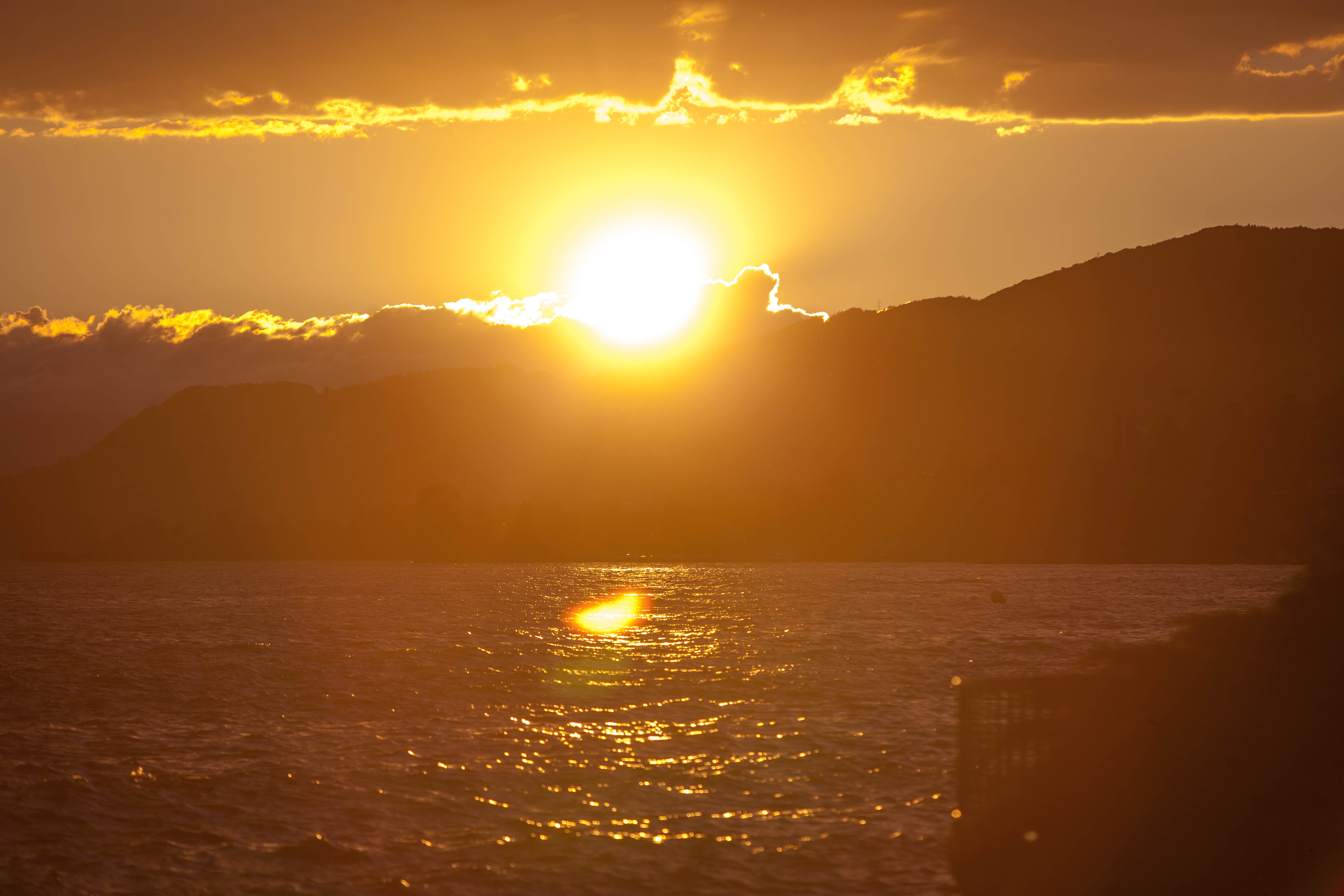
2012
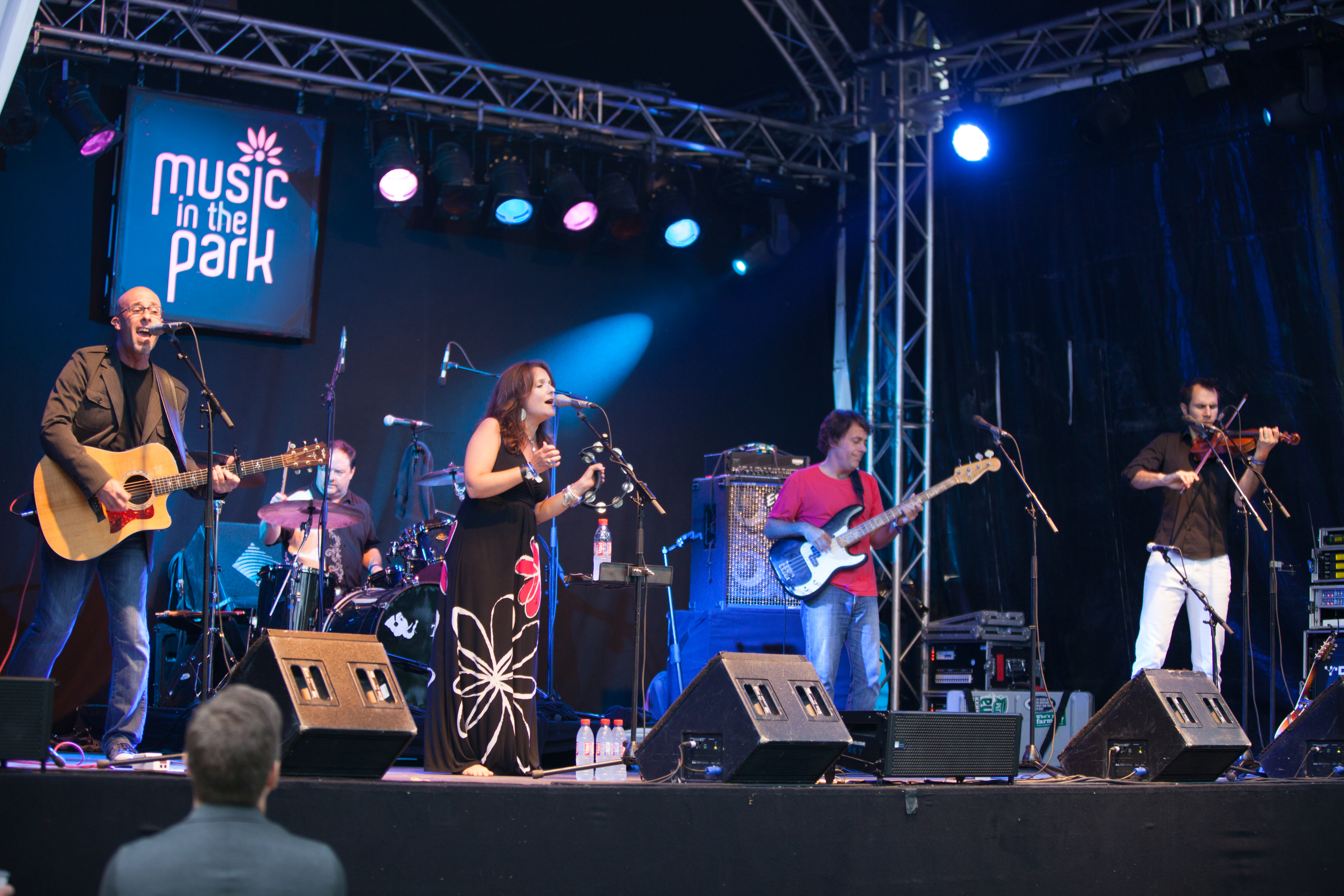
2012
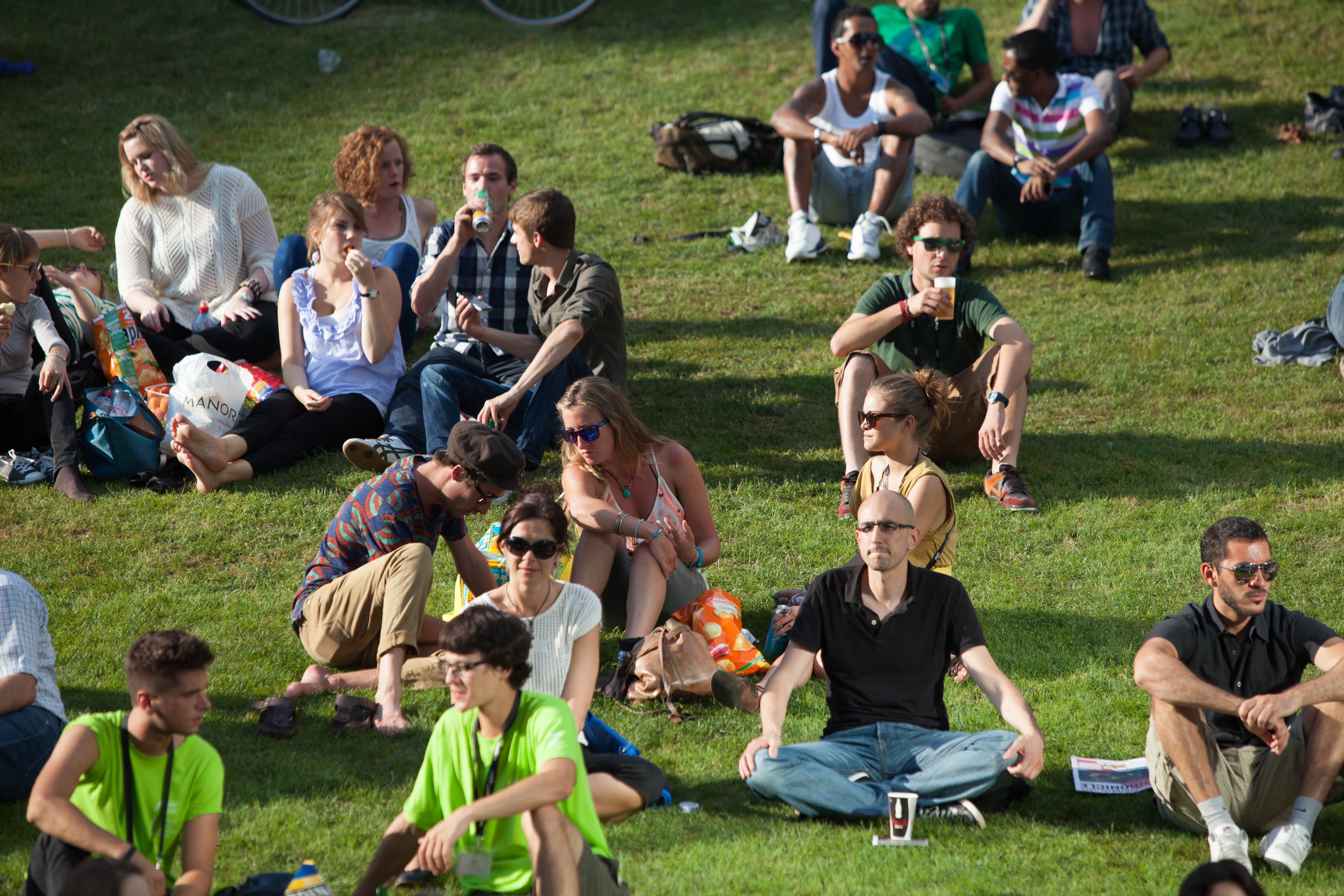
2012
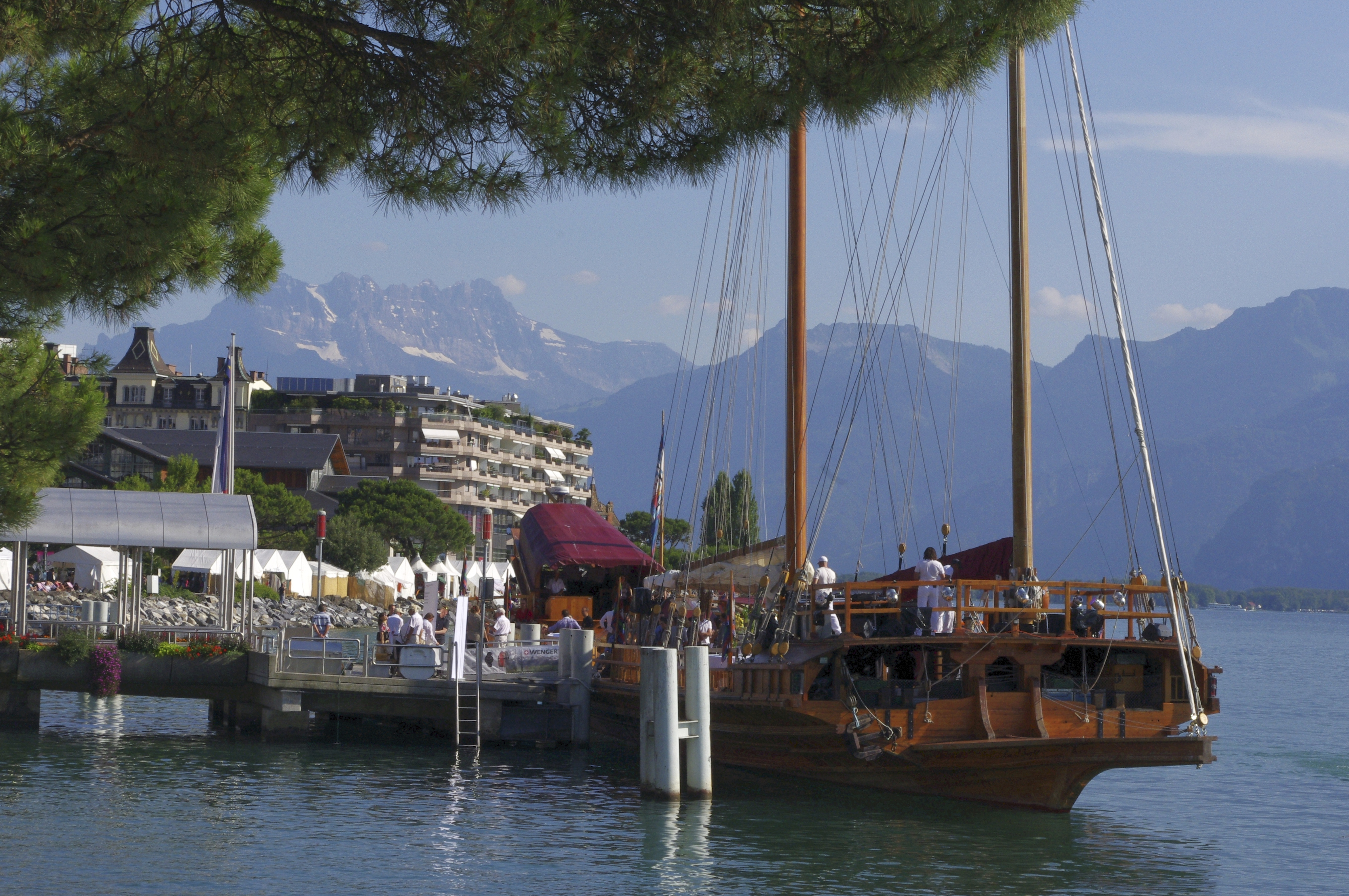
2013